# Насралла (місто)
Насралла (араб. نصر الله) — місто в Тунісі. Входить до складу вілаєту Кайруан. Знаходиться за 50 км на південний захід від міста Кайруана. Станом на 2004 рік тут проживало 5 054 особи.
Місто назване на честь праведного мусульманина Сіді Алі Бен Насралли.